# Street Justice
Street Justice  è una serie televisiva statunitense in 44 episodi trasmessi per la prima volta nel corso di 2 stagioni dal 1991 al 1993.
La serie ruota attorno a un soldato dell'esercito americano reduce della guerra del Vietnam che diventa detective della polizia, Adam Beaudreaux (interpretato da Carl Weathers), e a Grady Jameson, un esperto di arti marziali che era stato salvato in una foresta del Laos proprio da Beaudreaux vent'anni prima e che è deciso a ritrovare gli assassini dei suoi genitori, due canadesi missionari in Vietnam.

## Episodi
| Stagione         | Episodi | Prima TV USA |
| ---------------- | ------- | ------------ |
| Prima stagione   | 22      | 1991-1992    |
| Seconda stagione | 22      | 1992-1993    |

## Personaggi e interpreti
- Adam Beaudreaux (44 episodi, 1991-1993), interpretato da Carl Weathers.
- Grady Jameson (44 episodi, 1991-1993), interpretato da	Bryan Genesse.
- Malloy (44 episodi, 1991-1993), interpretato da	Charlene Fernetz.
- Miguel Mendez (24 episodi, 1991-1993), interpretato da	Marcus Chong.
- detective Tricia Kelsey (11 episodi, 1991-1992), interpretata da Janne Mortil.
- detective Paul Schuham (11 episodi, 1991-1992), interpretato da Ken Tremblett.
- A.D.A. Specter (6 episodi, 1991-1993), interpretato da	Tamsin Kelsey.
- detective Traynor (5 episodi, 1991), interpretato da Timothy Webber.
- Ted Willis (4 episodi, 1991-1993), interpretato da	Blu Mankuma.
- ufficiale Richman (4 episodi, 1991-1992), interpretato da Sean Orr.
- Bobby (4 episodi, 1992-1993), interpretato da William S. Taylor.
- agente Smith (4 episodi, 1992), interpretato da Jackson Davies.
- tenente Charles Pine (3 episodi, 1991-1992), interpretato da Leam Blackwood.
- 'Loco' Luis Gomez (3 episodi, 1991-1992), interpretato da Steve Bacic.
- Poliziotto (3 episodi, 1991-1993), interpretato da	Roger Barnes.
- Arnold Mendoza (3 episodi, 1991-1993), interpretato da	Robert Metcalfe.
- detective Michael Ritter (3 episodi, 1991-1993), interpretato da David Palffy.
- Old Kim (3 episodi, 1991-1992), interpretato da Aki Aleong.
- Thomas Hardin (3 episodi, 1991-1992), interpretato da Lindsey Ginter.
- Clavo (3 episodi, 1992-1993), interpretato da Alfonso Quijada.

## Produzione
La serie, ideata da David Levinson e Mark Lisson e David H. Balkan, fu prodotta da Stephen J. Cannell Productions e girata  a Vancouver in Canada. Le musiche furono composte da Lawrence Shragge.

### Regia
Tra i registi della serie sono accreditati:
- David Winning (7 episodi, 1992-1993)
- Brenton Spencer (3 episodi, 1991-1993)
- Bill Corcoran (2 episodi, 1991)
- René Bonnière
- Graeme Campbell
- Brad Turner
- Jeff Woolnough

## Distribuzione
La serie fu trasmessa negli Stati Uniti dal 1991 al 1993 in syndication. In Italia è stata trasmessa su Italia 1 con il titolo Street Justice.
Alcune delle uscite internazionali sono state:
- negli Stati Uniti il 29 settembre 1991 (Street Justice)
- in Germania il 13 aprile 1995 (Das Gesetz der Straße)
- nei Paesi Bassi il 6 aprile 1997
- in Ungheria il 4 settembre 2003
- in Francia (Street Justice)
- in Portogallo
- in Italia (Street Justice)